# Caumont-sur-Durance
Caumont-sur-Durance (okzitanisch Caumont de Durença) ist eine französische Gemeinde mit 5499 Einwohnern (Stand 1. Januar 2022) im Département Vaucluse in der Region Provence-Alpes-Côte d’Azur. Sie gehört zum Kanton Cavaillon im Arrondissement Avignon.

## Geographie

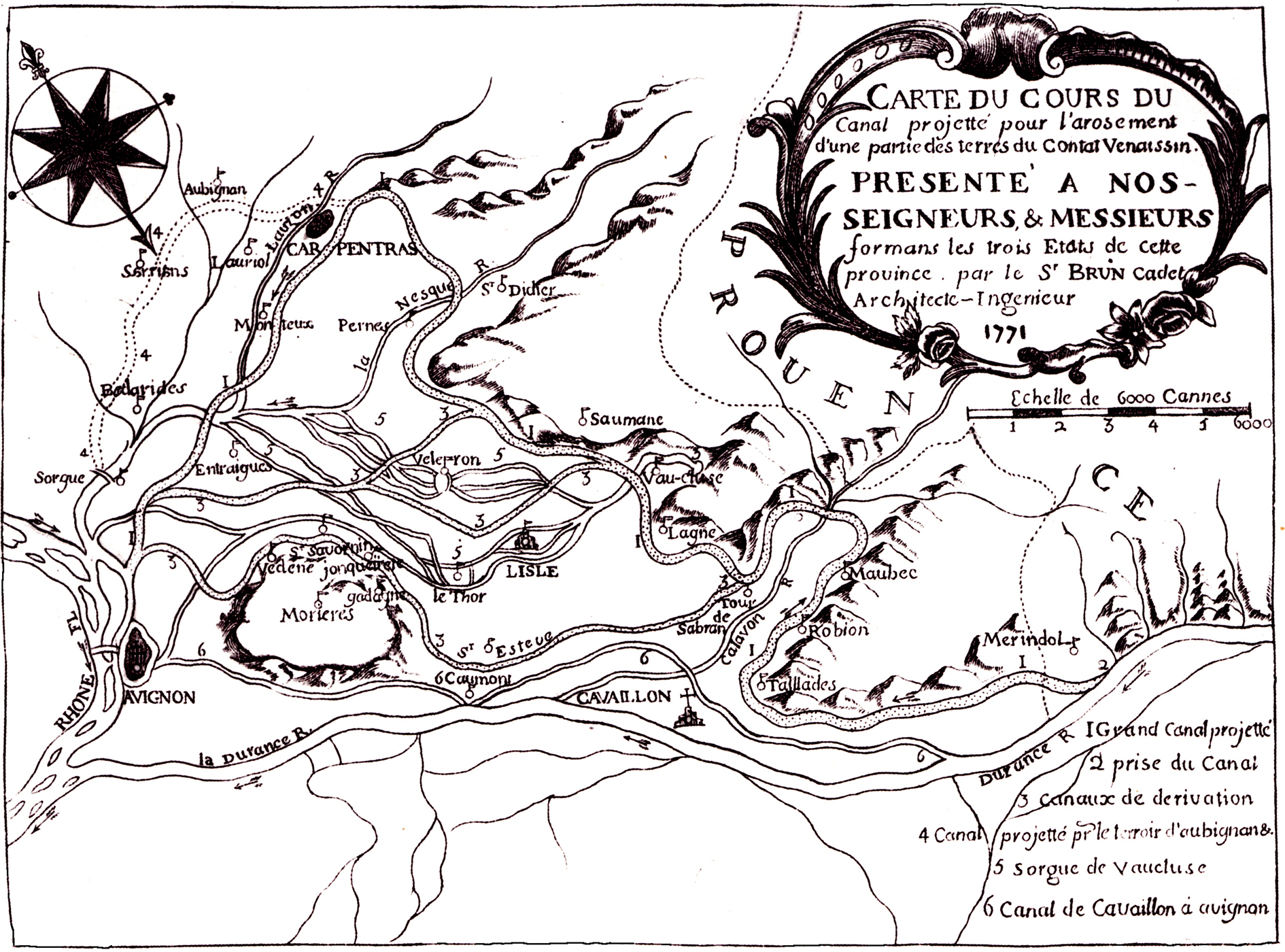
Karte von Brun Cadet (1771) mit Caumont und einem Teil des Comtat Venaissin

Gebaut auf einem Hügel umfasst Caumont-sur-Durance auch die angrenzenden Täler zur Durance, die zusammen mit dem Bewässerungskanal Saint-Julien die landwirtschaftliche Entwicklung (Äpfel, Birnen, …) begünstigt hat.

### Relief
Mit Ausnahme von drei Hügeln (Maximalhöhe 134 Meter) liegt der Hauptteil der Gemeinde im Flachland.

### Geologie
Die Schwemmebene, die als Kulturland genutzt wird, gehört zum Tal der Durance.
Die Hügel, die den Ort umgeben, sind als Teil des Luberon- und Alpilles-Massivs aus urgonischem Kalksteinfels.

### Hydrographie
Durch die Ebene von Caumont verlaufen zahlreiche Kanäle (Canal Saint-Julien) und Wasserläufe (Mourgon, Kleiner Mourgon, Sénot). Die Durance bildet die südliche Grenze der Gemeinde.

## Geschichte

### Frühgeschichte und Antike
Die erste menschliche Besiedlung des Gemeindegebietes fand auf dem Oppidum von Bonpas statt. Der Platz überragt die Kartause Bonpas und wurde im Neolithikum bis zur Hallstattzeit (−660 bis −400) besiedelt. Nach der Gründung von Massalia unterhielt der Ort Handelsbeziehungen mit den Phokäern, wovon pseudo-ionische Töpferwaren und massaliotische Amphoren zeugen, die auf dem Platz entdeckt wurden.
Die zweite Stätte befindet sich im Viertel von Serre nahe der Kapelle Saint-Symphorien und war seit langer Zeit für ihre vielen Steinwerkzeuge und römischen Überreste bekannt. 1998 unternommene Ausgrabungen haben darüber hinaus einen einzigartigen antiken gallischen Garten freigelegt, der eine Fläche von 12000 m² bedeckte. An dem Ort fand man auch eine Residenz namens Machovilla des Patricius Mummolus, ein adliger Burgunder, der im Dienste des Königs Guntram I. stand.

### Mittelalter
Der erste mittelalterliche Lehnsherr des Ortes war Isnard, Vizegraf von Cavaillon. 958 übernahm er das Priorat Saint-Symphorien, das von der Abtei Saint-Symphorien von Autun abhing, und herrschte über dessen Vicus namens Magna. Der Vizegraf wurde exkommuniziert, die Domäne blieb jedoch noch bis frühestens 1088 im Besitz seiner Nachfahren. Bald darauf verließen die Einwohner Magna, um sich auf dem sicheren Calvus Mons (Mont Chauve) niederzulassen, der dem heutigen Dorf seinen Namen gab.
An einem Ort namens Maupas ist für 1166 eine Fähre nachgewiesen, mit der man die Durance überqueren konnte und die zur Kartause von Bonpas gehörte.
Das Lehnsgut blieb während des zwölften und dreizehnten Jahrhunderts Eigentum verschiedener Grafen der Provence (Häuser von Toulouse und Barcelona). Es ging daraufhin an Giraud Amic aus dem Haus Sabran, dann an das Haus Les Baux. Die letzte Dame von Caumont dieser Familie war gegen Ende des vierzehnten Jahrhunderts Alix des Baux, Nichte und Mündel von Raimond de Turenne.

### Renaissance
Im fünfzehnten Jahrhundert stifteten die Päpste Nikolaus V. und Sixtus IV. das Lehen an Balthazar Spifani und seine Familie. Danach ging es 1441 per Heirat an Jean de Seytres. Seine Nachkommen kauften, einer nach dem anderen, Teile kleiner Miteigentümer zurück, so dass die Familie 1660 die gesamte Baronie besaß.

### Französische Revolution bis Ende 19. Jahrhundert
Papst Pius VI. erhob Caumont am 26. April 1789 für Philippe de Seytres zum Herzogtum. 1792 plünderten die Einwohner sein Schloss aus und verbrannten die Archive, um alle feudalistischen Gesetze zu vernichten, die von ihm erlassen wurden.
Am 12. August 1793 wurde das Département von Vaucluse erschaffen, das sowohl aus den Bezirken von Avignon, Carpentras, Apt und Orange bestand, die zum Département Bouches-du-Rhône gehörten, als auch aus dem Kanton Sault, das zu Basses-Alpes zählte. Joseph Agricol Viala (1780–1793), ein junger avignonesischer Nationalgardist, wurde im Alter von 13 Jahren auf der Fähre von Bonpas durch marseillaisische Föderalisten getötet. Robespierre verehrte ihn in einer Rede vor dem Nationalkonvent als Revolutionsheld. 1813 wurde die Fähre durch eine 543 Meter lange Brücke ersetzt.

### 20. Jahrhundert bis heute
Am 1. Oktober 1977 wurde auf einem Hügel von Caumont, der die autoroute A7 überragt, das Monument national des Français d'Outre-mer (Nationaldenkmal für die Franzosen in Übersee) eingeweiht. Es trägt auf dem Sockel die Inschrift „In Gedenken an die Soldaten, Matrosen, Flieger und Zivilisten, die in Übersee für Frankreich sterben“. Das Denkmal wurde später in die Gemeinde von Avignon überführt.

### Bevölkerungsentwicklung
| Jahr      | 1962 | 1968 | 1975 | 1982 | 1990 | 1999 | 2008 | 2018 |
| --------- | ---- | ---- | ---- | ---- | ---- | ---- | ---- | ---- |
| Einwohner | 1487 | 1637 | 1951 | 2598 | 3717 | 4253 | 4584 | 4899 |

## Politik

### Gemeindeverbund
Caumont-sur-Durance gehört zur Communauté d’agglomération du Grand Avignon (ehemals COGA), die Avignon und die umliegenden Gemeinden umfasst.

### Gemeindepartnerschaft
- Saltara in der Provinz Pesaro und Urbino, Italien

## Sehenswürdigkeiten
Überreste einer Befestigungsmauer mit alten Türmen und Portalen stammen aus dem 14. Jahrhundert. Die unter Denkmalschutz stehende Kapelle Saint-Symphorien ist ein schönes Beispiel für den provenzalischen romanischen Stil des 12. Jahrhunderts. Sehenswert ist auch das Gedenkkreuz Saint-Jacques.
Außerhalb der Stadt findet man im Westen die Kartause von Bonpas, die Mitte des 12. Jahrhunderts gegründet wurde und heute Wein herstellt. Zwei Kilometer vom Kloster entfernt befinden sich noch Überreste eines prächtigen gallo-römischen Wohnhauses, das 1998 entdeckt und durch einen römischen Garten erweitert wurde.

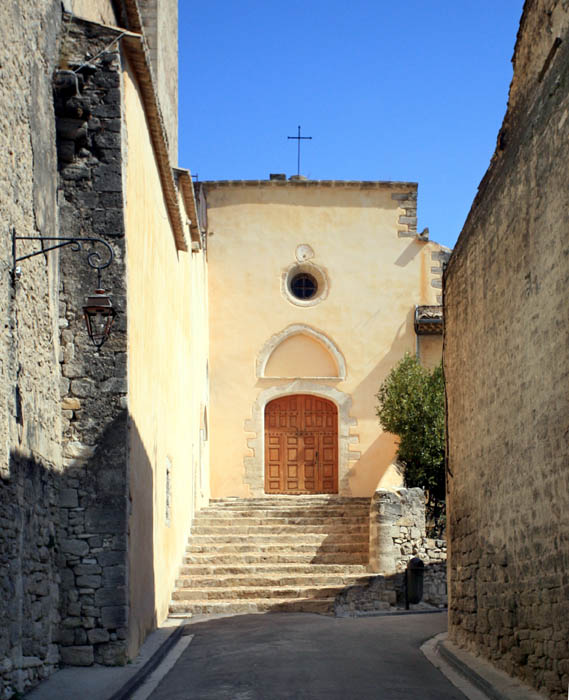
Eingang zur Kapelle der Weißen Büßer
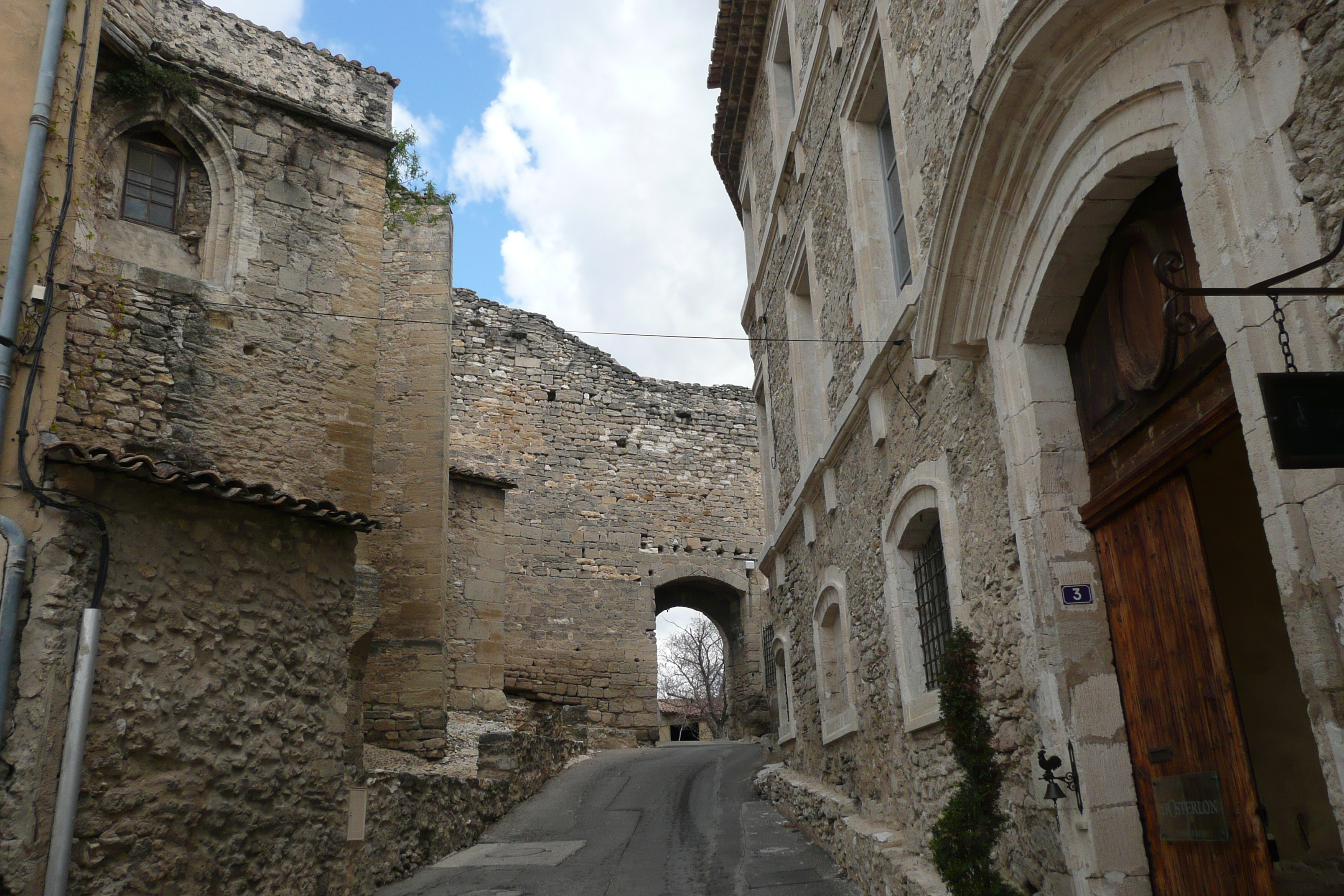
Überreste der Befestigungsmauer
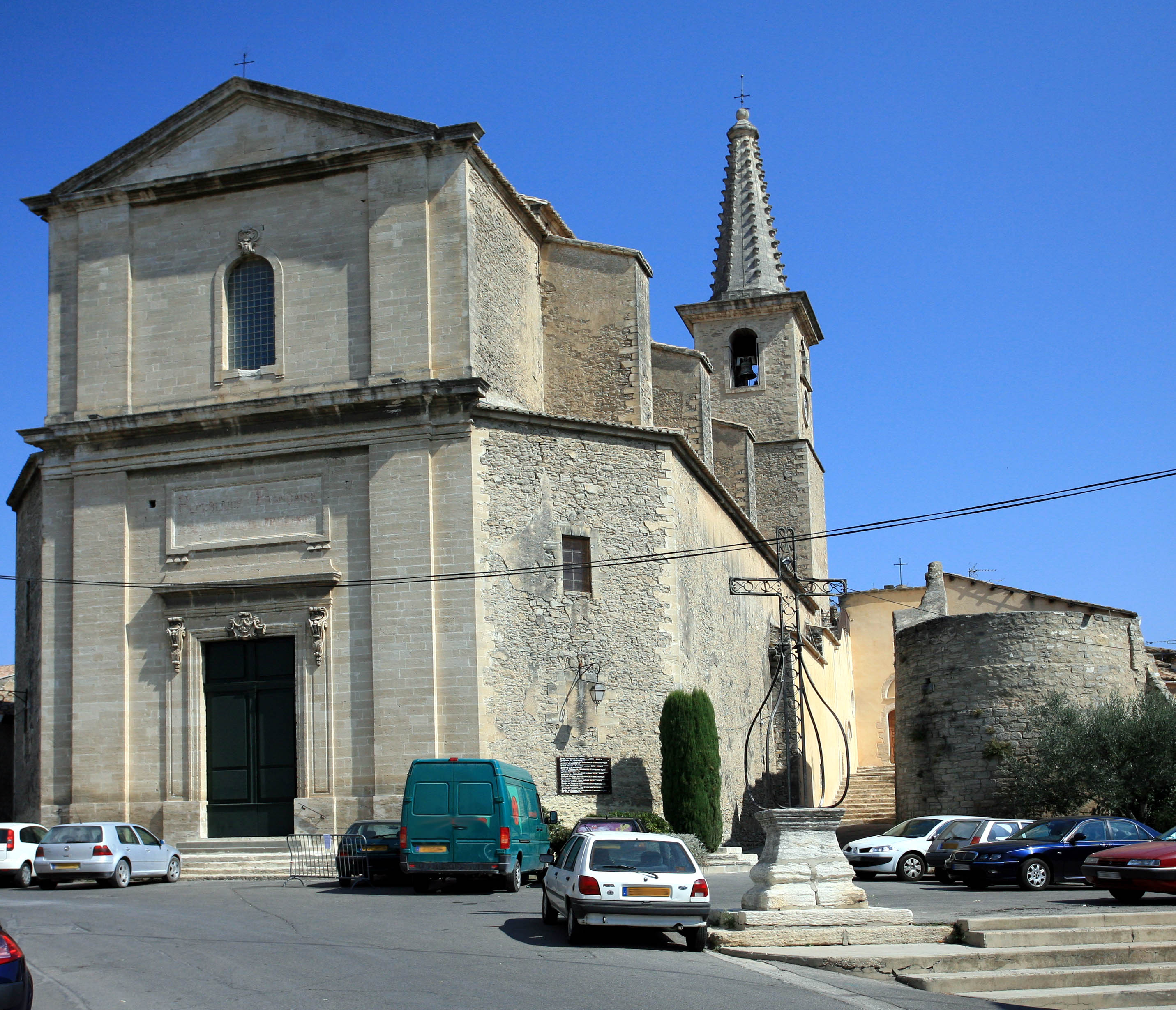
Die Kirche aus südlicher Blickrichtung
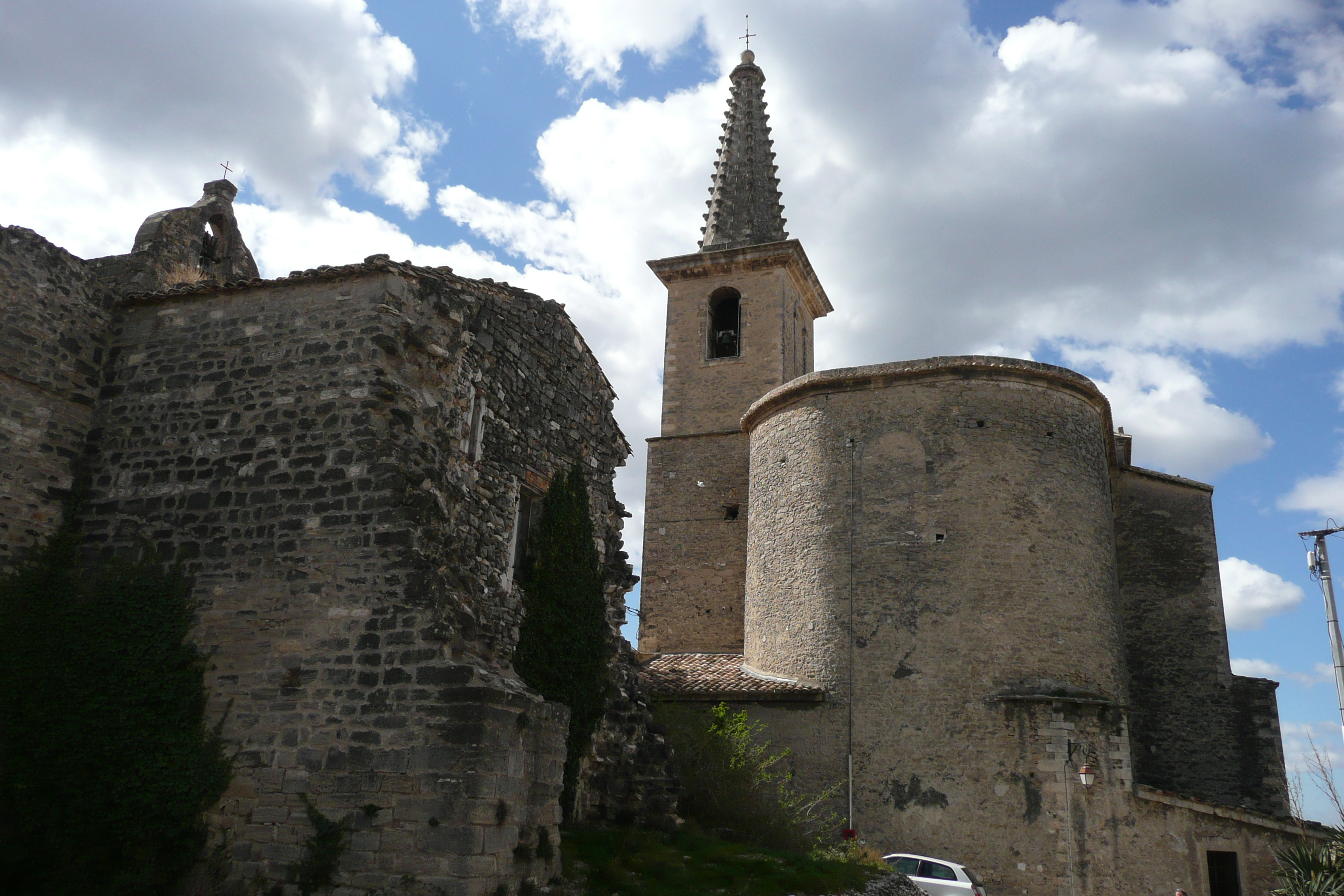
Kirche aus nördlicher Blickrichtung
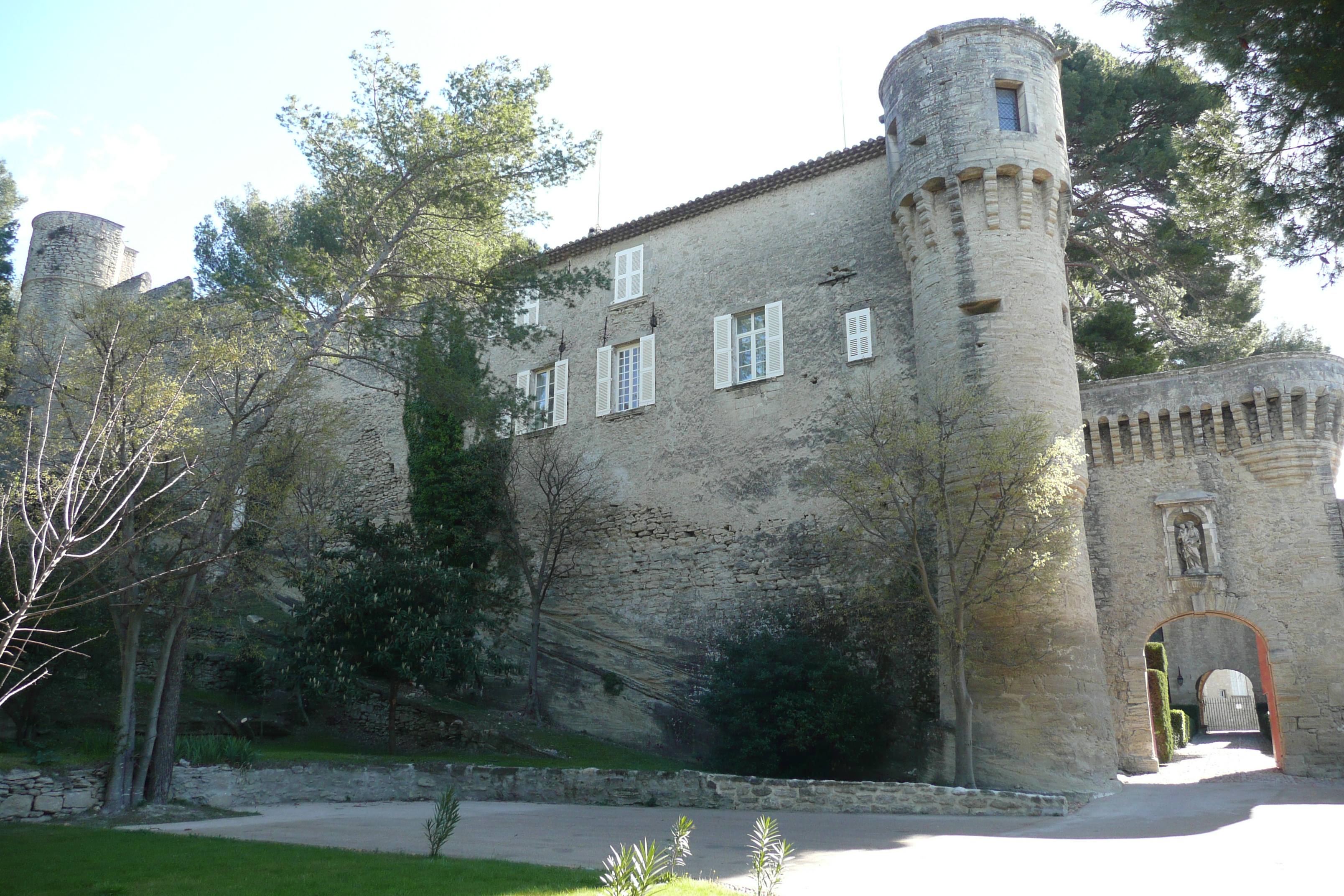
Kartäuserkloster von Bonpas

## Wirtschaft

### Industrie
1756 baute Jean Althen in Caumont, auf dem Boden der Domäne von Vasserot, seine erste Krappfärberei, die dem Marquis Jean-François Xavier de Seytres, dem ersten Konsul von Avignon, zur Verfügung gestellt wurde. Sie war ein derartiger Erfolg, dass der Anbau von Färberkrapp bis zum Ende des neunzehnten Jahrhunderts das Schicksal des Départements Vaucluse bestimmen sollte.
Zurzeit entwickelt sich im Südosten des Dorfes das Gewerbegebiet von Balarucs.

### Tourismus
Dank der Nähe zu Avignon und der interessanten Naturlandschaft (Luberon, Alpilles und Durance) ist der Tourismus direkt (Flughafen, Hotels, Ferienwohnungen, Restaurants, Freizeitbeschäftigungen) oder indirekt (Handwerk) ein wichtiger Wirtschaftsfaktor der Gemeinde.
Der römische Garten, mit einer in Frankreich einzigartigen Länge, zieht neue Besucher an. Darüber hinaus bietet der Hügel von Caumont zahlreiche Wanderpfade.

### Landwirtschaft
Die landwirtschaftliche Entwicklung ist dank des gut ausgebauten Bewässerungssystems (Canal Saint-Julien) sehr bedeutsam und konzentriert sich im Wesentlichen auf den Anbau von Gemüse und Obst (Äpfel, Birnen, …).

## Infrastruktur

### Verkehrsanbindung
Westlich der Gemeinde verläuft die Route nationale 7. Ansonsten ist die Gemeinde mit den routes départementales 1, 6, 22, 25, 64, 171 und 973 verbunden.
Im Westen nahe Avignon hat Caumont Anschluss an die Autoroute A7 und an den Flughafen Avignon - Caumont. Nächster TGV-Bahnhof ist der Bahnhof Avignon TGV.
Zwischen Caumont und Avignon verkehrt im Stundentakt die Buslinie 21.

### Bildung
Caumont besitzt eine öffentliche Grundschule („Fernand Perrin“), die zur Universität Aix-Marseille zählt. Zugang zu Gesamtschulen, Gymnasien und einer Universität gibt es in Avignon. Zurzeit besuchen die Schüler die Gesamtschule Rosa Parks in Cavaillon und das Gymnasium René Char in Avignon.

### Sport
Caumont-sur-Durance bietet Rundstrecken zum Wandern und für Mountainbikes mit Panorama auf die Durance, die Alpilles und dem Luberon-Massiv.
Mit Caumont XIII und dem Caumont Football Club besitzt der Ort eine Dreizehner-Rugby-Mannschaft und einen Fußballverein. Es gibt ein Sportstadium und Tennisplätze.

### Gesundheit
Die Gemeinde von Caumont-sur-Durance ist folgendermaßen medizinisch versorgt:
- Ambulanz
- Krankenpfleger (Praxis und häusliche Pflege)
- Physiotherapeuten
- Logopäde
- Apotheke
- Paramedizinische Berufe
- Tierarzt

Die am nächsten gelegenen medizinische Labore und Krankenhäuser befinden sich in Avignon, L’Isle-sur-la-Sorgue oder Cavaillon.

## Persönlichkeiten
- Joseph Agricol Viala (1780–1793), junger Nationalgardist aus Avignon, wurde auf der Fähre von Bonpas durch marseillaisische Föderalisten getötet und als ein Held der Französischen Revolution verehrt.
- Adolphe Dumas (1805–1861), französischer Dichter und Dramatiker